# 歌川国盛 (2代目)
二代目 歌川国盛（にだいめ うたがわ くにもり、生没年不詳）とは、江戸時代から明治時代にかけての浮世絵師。

## 来歴
三代目歌川豊国の門人、俗名仙太郎。歌川の画姓を称し、はじめ春升、胡蝶園、のちに一宝斎、一龍斎、一麗斎、春暁斎、蝶園と号す。本郷四丁目に住む。弘化3年（1846年）版行の「丙午歳五月十六日土水性の人うけに入」に「春升改一宝斎国盛画」の落款があり、この年に春升から国盛に改名している。作画期は天保後期から万延の頃にかけてで、錦絵の美人画のほか、合巻、噺本の挿絵などを数多く描いた。生没年は不明だが、明治14年（1881年）3月刊行の『浮世画手本』には奥付に「故人 蝶園國盛」とあるので、これよりさほど遡らぬ時期に没していたのがうかがえる。

## 作品
- 『江戸名所古跡物語』1冊　合巻　※自画作、表紙に「胡蝶園作」、「春升画」。序文に「天保十六巳立春」とあるが、天保15年12月2日には弘化に改元しているので、それ以前に翌年正月の刊行を見越して製作されたものと見られる。
- 『縁取ばなし』1冊　噺本　※鼻山人作、弘化2年（1845年）刊行
- 『おとしばなし一口茄子』1冊　噺本　※嘉永2年（1849年）刊行
- 『女郎花五色石台』　合巻　※安政2年（1855年）第七編の挿絵を国盛が担当
- 『児雷也豪傑譚』　合巻　※国盛が二十九編から三十一編までの挿絵を担当（安政3 - 4年）
- 『伊呂波文庫』初編・2編　合巻　※柳煙亭種久作、安政6年（1859年）刊行
- 『落咄流行尽』1冊　噺本　※鼻山人作、万延2年（1861年）刊行
- 『落はなし』1冊　噺本　※鼻山人作。春升改国盛画
- 『浮世画手本』1冊　絵手本　※明治14年刊行
- 「六玉川」　中判錦絵揃物　※天保末期頃
- 「横綱秀ノ山土俵入之図」　大判錦絵3枚続　※弘化・嘉永頃
- 「近江八景之内 堅田落雁」　錦絵　大英博物館所蔵
- 「近江八景之内 瀬田夕照」　揃物
- 「日々倹約一年の積高」　錦絵　※刊行年不明
- 「若紫由可理双禄」　錦絵、絵双六　※立亭光彦作、一宝斎国盛画。刊行年不明
- 「さかなのはんじもの」　錦絵　※刊行年不明